# Sam Foley
Samuel Robert Foley, detto Sam (St Albans, 17 ottobre 1986) è un calciatore inglese naturalizzato irlandese, centrocampista del Barrow.

## Carriera
Ha giocato nella prima divisione scozzese e nella seconda divisione inglese.